# Bodysong
Bodysong är ett musikalbum/soundtrack med och av Radiohead-medlemmen Jonny Greenwood från filmen med samma namn. Gavs ut 2003.

## Låtlista
1. "Moon Trills" (5:17)
2. "Moon Mall" (1:12)
3. "Trench" (2:38)
4. "Iron Swallow" (2:07)
5. "Clockwork Tin Soldiers" (3:48)
6. "Convergence" (4:26)
7. "Nudnik Headache" (2:16)
8. "Peartree" (3:06)
9. "Splitter" (3:57)
10. "Bode Radio / Glass Light / Broken Hearts" (4:36)
11. "24 Hour Charleston" (2:39)
12. "Milky Drops From Heaven" (4:44)
13. "Tehellet" (3:40)